# Удружење за југословенску демократску иницијативу
Удружење за југословенску демократску иницијативу (скраћено: УЈДИ) била је политичка организација у СФР Југославији.
Основана је у пролеће 1989. у Загребу. Њени чланови били су углавном лево-либерални урбани интелектуалци који су се залагали за јединствену социјалистичку Југославију.
Председник је најпре био Бранко Хорват, а након њега Небојша Попов. Директор је био Жарко Пуховски.
Остали чланови одбора су били Богдан Богдановић, Милан Кангрга, Лев Крефт, Шкелцен Малићи, Весна Пешић, Коча Поповић, Милорад Пуповац, Љубиша Ристић, Божидар Гајо Секулић, Руди Супек, Љубомир Тадић, Дубравка Угрешић, Тибор Варади, Предраг Враницки и Ненад Закошек.
На председничким изборима у Србији 9. децембра 1990. Иван Ђурић је био кандидован као заједнички кандидат УЈДИ и Савеза реформских снага (СРСЈ, Федерација реформистичких снага у Југославији) и добио треће место са 5,5 % освојених гласова.
Године 1992, УЈДИ се у Србији удружио са СРСЈ и још неким политичким групама у Грађански савез Србије.